# Кузовковые
Кузовковые (лат. Ostraciidae) — семейство лучепёрых рыб из отряда иглобрюхообразных (Tetraodontiformes).

## Описание
Общая длина тела от 11 см (Ostracion trachys) до 55 см (четырёхрогий кузовок и обыкновенный лактофрис), однако растут медленно. Тело покрыто своеобразным «панцирем», который состоит из сросшихся шестиугольных костных пластин и в котором имеются отверстия для глаз, рта, жабр, плавников и хвоста. Хвостовой плавник голый.
Над глазами и за анальным плавником часто имеются похожие на рога отростки. Глаза могут двигаться независимо друг от друга. Для кузовковых также характерен своеобразный крепкий «клюв», образованный сросшимися зубами. Зубы конические, мощные.
Кожа голая, покрыта слизью, содержащей яд — острациотоксин. При опасности, а также стрессе, выделение яда рыбами возрастает и он поступает непосредственно в воду. При содержании этих рыб в аквариумах, в ограниченном объёме воды, эта особенность может привести к гибели как самой рыбы, так и содержащихся с ней вместе рыб. Данный яд действует на рыб сильнее, чем на беспозвоночных.
Окраска может быть самой разнообразной, преимущественно яркая, часто с округлыми пятнами различных размеров. У некоторых выражен половой диморфизм, а также имеет место изменение окраски с возрастом.

## Ареал
Тропические воды Тихого, Индийского и Атлантического океанов. Широко распространены в Красном море, Индо-Пацифике, в водах Аравийского моря (кроме Оманского залива) и восточного побережья Африки до Гавайев и островов Туамоту и Риукуиу, на Большом Барьерном рифе. На севере распространены до южного побережья Японских островов.
Наибольшее число видов у берегов Австралии и Индо-Малайского архипелага.

## Места обитания
Встречаются преимущественно над песчаным и каменистым дном мелководных защищённых лагун и прибрежных рифов на глубине от 1 до 50-100 метров.

## Образ жизни
Питаются преимущественно беспозвоночными — оболочниками, голотуриями, морскими ежами, морскими звёздами, крабами, моллюсками, выдувая их из грунта струёй воды, выпущенной изо рта. В рацион ряда видов также входят водоросли и губки, а Ostracion tuberculatus питается исключительно растительной пищей.
Плавают медленно, используя для этого только анальный и спинной плавники, и лишь в случае крайней необходимости совершают движения хвостом.
Проявляют агрессию по отношению к представителям своего или схожих видов.

## Размножение
Брачные игры устраивают открыто, не опасаясь хищников. Жёсткие покровы тела этих рыб не позволяют им раздуваться от икры, поэтому они откладывают немного икринок. Икра и личинки пелагические, плавают в толще воды. Достигнув длины в 10 мм, малёк имеет кубические очертания и оседает на дно. С возрастом тело рыб постепенно начинает удлиняться и становится более прогонистым. Характерно изменение пола. Повзрослев, молодь превращается в самок, которые в свою очередь, через некоторое время, становятся самцами.

## Значение в жизни человека
Ткани тела содержат токсин, но после специальной обработки пригодны в пищу. Являются объектами местного промысла. Многие виды содержатся в неволе в морских аквариумах.

## Классификация
Выделяют 2 вымерших и 8 ныне живущих родов с 25 видами. Различия между родами заключаются в форме поперечного сечения тела, которая может изменяться от почти квадратной до треугольной, со спинным гребнем и иногда с шипом на спине.
- † Род Eolactoria
  - † Eolactoria sorbinii Tyler, 1976
- † Род Oligolactoria
  - † Oligolactoria bubiki Tyler, 1980
- Род Acanthostracion — Спиношипные кузовки[1]
  - Acanthostracion guineensis (Bleeker, 1865).
  - Acanthostracion notacanthus (Bleeker, 1863).
  - Acanthostracion polygonius Poey, 1876.
  - Acanthostracion quadricornis (Linnaeus, 1758) — Четырёхрогий кузовок[3], или центральноамериканский спиношипный кузовок[1].
- Род Lactophrys — Кузовки-лактофрисы[1]
  - Lactophrys bicaudalis (Linnaeus, 1758).
  - Lactophrys trigonus (Linnaeus, 1758) — Обыкновенный лактофрис, или угловатый лактофрис[1].
  - Lactophrys triqueter (Linnaeus, 1758).
- Род Lactoria — Двурогие кузовки[1]
  - Lactoria cornuta (Linnaeus, 1758) — Обыкновенный рогатый кузовок, или рогатый кузовок
  - Lactoria diaphana (Bloch & Schneider, 1801) — Многошипный рогатый кузовок[1].
  - Lactoria fornasini (Bianconi, 1846).
  - Lactoria paschae (Rendahl, 1921).
- Род Ostracion — Кузовки
  - Ostracion cubicus Linnaeus, 1758 — Кузовок-кубик.
  - Ostracion cyanurus Rüppell, 1828.
  - Ostracion immaculatus Temminck & Schlegel, 1850.
  - Ostracion meleagris Shaw, 1796 — белопятнистый кузовок[1].
  - Ostracion rhinorhynchos Bleeker, 1852.
  - Ostracion solorensis Bleeker, 1853.
  - Ostracion trachys Randall, 1975.
  - Ostracion whitleyi Fowler, 1931.
- Род Paracanthostracion — Паракантострационы[1]
  - Paracanthostracion lindsayi (Phillipps, 1932) — Кузовок Линдсея[1].
- Род Rhynchostracion — Длиннорылые кузовки
  - Rhynchostracion nasus — Длиннорылый кузовок[1].
- Род Tetrosomus — Горбатые кузовки[1]
  - Tetrosomus concatenatus (Bloch, 1785).
  - Tetrosomus gibbosus (Linnaeus, 1758) — Горбатый кузовок[1].
  - Tetrosomus reipublicae (Ogilby, 1913) — Каприкорнский триорус, или гладкий триорус, или кузовок-триорус[1].
  - Tetrosomus stellifer (Bloch & Schneider, 1801).

## Фото
- Lactophrys bicaudalis
- Lactoria fornasini
- Lactophrys triqueter
- Кузовок-кубик (Ostracion cubicus)
- Кузовок-кубик (Ostracion cubicus)
- Рогатый кузовок (Lactoria cornuta)
- Ostracion immaculatus
- Белопятнистый кузовок (Ostracion meleagris)